# Advanced Satellite Launch Vehicle

Dibujo a color del ASLV.

Advanced (o Augmented) Satellite Launch Vehicle o ASLV fue un lanzador orbital indio de cuatro etapas propulsado por combustible sólido y diseñado a mediados de los años 1980 por el ISRO.
Realizó 4 lanzamientos desde la base de Sriharikota, 3 de ellos fallidos. El primer lanzamiento tuvo lugar el 24 de marzo de 1987 y el último el 4 de mayo de 1994.

## Especificaciones
- Carga útil: 150 kg a LEO (400 km de altura)
- Apogeo: 900 km
- Empuje en despegue: 909,9 kN
- Masa total: 41.000 kg
- Diámetro: 1 m
- Longitud total: 23,5 m